# Filmfare Award/Bester Dialog
Der Filmfare Best Dialogue Award wird vom Filmfare-Magazin verliehen und ist eine Preiskategorie der jährlichen Filmfare Awards für Hindi-Filme. Der Preis für den besten Dialogautor wurde zum ersten Mal im Jahr 1959 vergeben.
Liste der Preisträger und der Filme, für die sie gewonnen haben:
| Jahr | Dialogautor                                       | Film                                        |
| ---- | ------------------------------------------------- | ------------------------------------------- |
| 1959 | Rajinder Singh Bedi                               | Madhumati                                   |
| 1960 | Ramanand Sagar                                    | Paigham                                     |
| 1961 | Aman, Kamal Amrohi, Wajahat Mirza und Ehsan Rizvi | Mughal-e-Azam                               |
| 1962 | Wajahat Mirza                                     | Ganga Jamuna                                |
| 1963 | Akhtar-ul-Iman                                    | Dharmputra                                  |
| 1964 | Arjun Dev Rashk                                   | Dil Ek Mandir                               |
| 1965 | Govind Moonis                                     | Dosti                                       |
| 1966 | Akhtar-ul-Iman                                    | Waqt                                        |
| 1967 | Vijay Anand                                       | Guide                                       |
| 1968 | Manoj Kumar                                       | Upkar                                       |
| 1969 | Ali Raza                                          | Saraswatichandra                            |
| 1970 | Anand Kumar                                       | Anokhi Raat                                 |
| 1971 | Rajinder Singh Bedi                               | Satyakam                                    |
| 1972 | Gulzar                                            | Anand                                       |
| 1973 | Ramesh Pant                                       | Amar Prem                                   |
| 1974 | Gulzar                                            | Namak Haraam                                |
| 1975 | Kaifi Azmi                                        | Garam Hawa                                  |
| 1976 | Salim-Javed                                       | Deewaar                                     |
| 1977 | Sagar Sarhadi                                     | Kabhi Kabhie                                |
| 1978 | Vrajendra Gaur                                    | Dulhan Wohi Jo Piya Man Bhaye               |
| 1979 | Rahi Masoom Reza                                  | Main Tulsi Tere Aangan Ki                   |
| 1980 | Satyadev Dubey                                    | Junoon                                      |
| 1981 | Shabd Kumar                                       | Insaf Ka Tarazu                             |
| 1982 | Kadar Khan                                        | Meri Aawaz Suno                             |
| 1983 | Achla Nagar                                       | Nikaah                                      |
| 1984 | Mahesh Bhatt                                      | Arth                                        |
| 1985 | Sai Paranjpye                                     | Sparsh                                      |
| 1986 | Rahi Masoom Reza                                  | Tawaif                                      |
| 1987 | kein Preis                                        |                                             |
| 1988 | kein Preis                                        |                                             |
| 1989 | Kamlesh Pandey                                    | Tezaab                                      |
| 1990 | Javed Akhtar                                      | Main Azaad Hoon                             |
| 1991 | Suraj Sanim                                       | Daddy                                       |
| 1992 | Rahi Masoom Reza                                  | Lamhe                                       |
| 1993 | Kader Khan                                        | Angaar                                      |
| 1994 | Jay Dixit                                         | Sir                                         |
| 1995 | K. K. Singh                                       | Krantiveer                                  |
| 1996 | Aditya Chopra und Javed Siddiqui                  | Dilwale Dulhania Le Jayenge                 |
| 1997 | Gulzar                                            | Maachis                                     |
| 1998 | Aditya Chopra                                     | Dil To Pagal Hai                            |
| 1999 | Rajkumar Santoshi und K. K. Raina                 | Chinagate                                   |
| 2000 | Hriday Lani und Pathik Vats                       | Sarfarosh                                   |
| 2001 | O. P. Dutta                                       | Refugee                                     |
| 2002 | Karan Johar                                       | Kabhi Khushi Kabhie Gham                    |
| 2003 | Gulzar und Jaideep Sahni                          | Saathiya und Company – Das Gesetz der Macht |
| 2004 | Abbas Tyrewala                                    | Munnabhai M.B.B.S.                          |
| 2005 | Aditya Chopra                                     | Veer-Zaara                                  |
| 2006 | Prakash Jha                                       | Apaharan                                    |
| 2007 | Rajkumar Hirani und Abhijat Joshi                 | Lage Raho Munnabhai                         |
| 2008 | Imtiaz Ali                                        | Jab We Met                                  |
| 2009 | Manu Rishi                                        | Oye Lucky! Lucky Oye!                       |
| 2010 | Rajkumar Hirani, Abhijat Joshi                    | 3 Idiots                                    |
| 2011 | Habib Faisal                                      | Do Dooni Chaar                              |